# Timbres fiscales de Malta

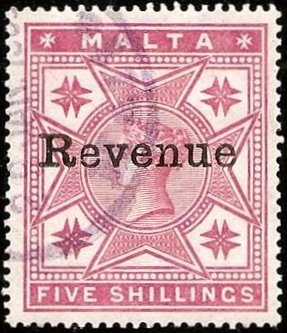
Primer timbre fiscal de Malta: un sello postal de 5 chelines, sobreimpreso con la inscripción «Revenue», 1899

Los timbres fiscales de Malta se emitieron por primera vez en 1899, cuando la isla era una colonia británica. Desde ese año hasta 1912, los timbres fiscales consistían en sellos postales sobreimpresos, producidos localmente o por De La Rue en Londres. A partir de 1913, los sellos postales obtuvieron validez fiscal, por lo que no se emitieron nuevos timbres fiscales hasta 1926-1930, cuando se introdujo una serie de sellos tipo clave con la imagen del rey Jorge V. Estos sellos se emitieron sin asignación específica para su utilización como timbres fiscales generales, y en algunos casos, incluyeron inscripciones para usos específicos, como solicitudes, contratos, registros o acciones y participaciones. Después de esta serie, solo se emitieron timbres fiscales de una libra con las imágenes de Jorge VI e Isabel II. Los sellos postales mantuvieron su validez fiscal hasta al menos la década de 1980.
Malta también utilizó timbres fiscales impresos desde la década de 1920 hasta su reemplazo en la década de 1970 por sellos preimpresos, los cuales se descontinuaron a principios de la década de 1990. Además, Malta contó con timbres específicos para compensación laboral (1929-1956), tasas de pasaporte (1933-1972), el Seguro Nacional (1956-1978) y tasas aeroportuarias (1975-1988). Desde la década de 1930, los timbres de impuestos especiales se emplearon para pagar el impuesto sobre cigarrillos; desde la década de 2000, sobre bebidas alcohólicas; y desde 2015, sobre vino. Entre las décadas de 1950 y 1980, también se usaron sellos de impuestos especiales en las entradas de cine, teatro y fútbol.

## Ingresos por timbres fiscales generales

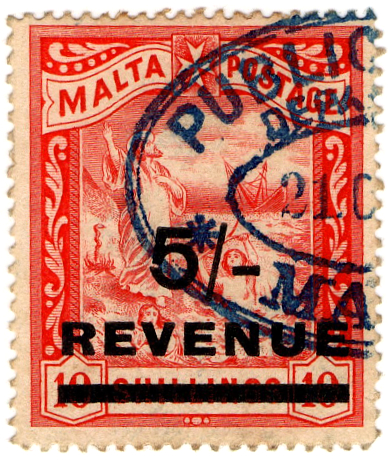
Sello de 5 chelines de 1908, sobreimpreso sobre una emisión especial del sello de 10 chelines en color rojo. Originalmente se había emitido como sello postal de 10 chelines en negro en 1899

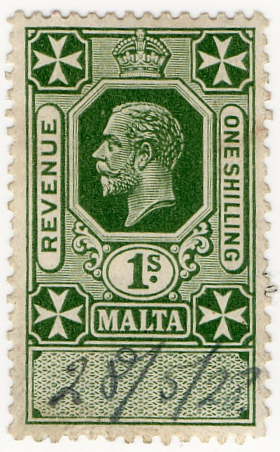
Timbre por valor de un chelín de 1926 que representa al rey Jorge V

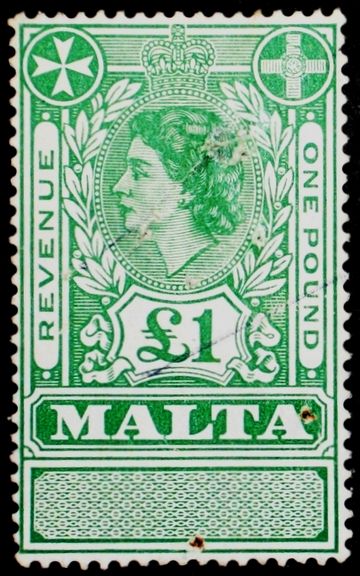
Edición de £ 1 de 1954 que representa a la reina Isabel II

Malta emitió sus primeros timbres fiscales el 9 de agosto de 1899, con valores de ½ , 1 y 4 peniques, así como 1 y 5 chelines de la serie postal definitiva de 1885-1886 que representaba a la reina Victoria, sobreimpresos localmente con el sello «Revenue» en la Oficina de Impresión Gubernamental de La Valeta. Se conocen diversos tipos de sobrecargas tales como sobreimpresiones dobles e invertidas. El 17 de noviembre de 1899, De La Rue en Londres lanzó cuatro valores de la misma serie con la sobreimpresión «REVENUE» en mayúsculas. En 1902, ocho valores adicionales de las series definitivas, que mostraban a la reina Victoria o escenas pictóricas, se emitieron con la misma sobrecarga.
Alrededor de 1904, Malta emitió un sello postal de 3 peniques que representaba al rey Eduardo VII, con una sobrecarga local de «Revenue». Entre 1904 y 1912, algunos sellos definitivos con la imagen del rey Eduardo VII o escenas pictóricas llevaron también la sobreimpresión «REVENUE» de De La Rue, idéntica a la usada entre 1899 y 1902. En 1913, los sellos postales adquirieron validez fiscal, lo que hizo innecesaria la emisión de sellos fiscales por separado. Los sellos postales mantuvieron su validez para uso fiscal hasta 1926, cuando se aprobó una ley que limitó su uso exclusivamente para fines postales.
Entre 1926 y 1930, Malta lanzó una nueva serie de timbres con el retrato del rey Jorge V hecho por Bertram Mackennal. Esta emisión constaba de once valores, desde medio penique hasta cinco libras, y en algunos casos se emitieron en más de un color. Estos timbres, diseñados como tipo clave, tenían una sección inferior para sobrecargar: Los de uso general se dejaban en blanco, mientras que los sellos destinados un uso específico se explican más adelante en la sección «Sellos tipo clave».
En 1928, los sellos postales volvieron a ser válidos para uso fiscal, lo que llevó al retiro de los valores menores de la serie de 1926. Sin embargo, los valores de £ 1 y £ 5 permanecieron en uso, pues no existían sellos postales con esas denominaciones. En 1941, Malta emitió un sello de £ 1 con el mismo diseño de la serie de 1926-1930, pero con la efigie del rey Jorge VI. En 1948, este sello se emitió con una perforación diferente, y en 1954, se lanzó un sello similar pero con el retrato de la reina Isabel II. Los sellos postales mantuvieron su validez fiscal hasta la década de 1990.

### Timbres fiscales impresos y preimpresos
Malta utilizó timbres fiscales impresos desde al menos 1922 hasta 1973. Estas cinco emisiones presentan un diseño con una Cruz de Malta junto a una corona Tudor durante el período colonial o una corona mural tras la independencia. Todos están estampados en tinta bermellón. A mediados de la década de 1970, los sellos impresos dieron paso a sellos fiscales preimpresos en cheques, utilizados hasta principios de la década de 1990. Estos presentan un diseño circular con la inscripción «STAMP DUTY» y una Cruz de Malta. Se pueden encontrar en varias denominaciones, colores y tamaños.

## Tipos específicos

### Sellos tipo clave
A partir de 1926, Malta diseñó los sellos de impuestos generales como tipos clave, con una placa en la base donde se podía imprimir una inscripción adicional para indicar un uso específico. En ese año, emitió sellos con inscripciones para Solicitudes, Contratos, Registros y Acciones y participaciones. La serie de Solicitudes consistió en un único sello de 3 peniques, y la de Registros, uno de ½ penique. La serie de Contratos abarcó doce sellos, con valores desde ½ penique hasta £ 5, mientras que la de Acciones y participaciones contó con ocho sellos, desde 3 peniques hasta £ 5. En 1928, Malta retiró los valores más bajos de los tipos clave, pero los valores en libras permanecieron en uso hasta la década de 1950.

### Compensación de Trabajadores y Seguro Nacional

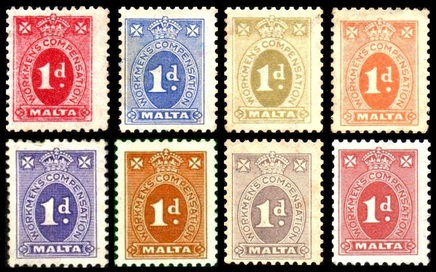
Sellos de compensación laboral emitidos entre 1929 y 1941

La Ordenanza de Compensación de Trabajadores (Workmen's Compensation Ordinance, WCO), un seguro que cubre lesiones y accidentes laborales, entró en vigor el 29 de abril de 1929. Desde 1929 hasta 1941, se emitieron sellos de Compensación de Trabajadores (en maltés: Kumpens lill-Ħaddiem), con valor de 1 penique y colores que cambiaban anualmente para prevenir fraudes, aunque algunos colores se repitieron en años distintos. Entre 1938 y 1939, los sellos se sobreimprimieron localmente con los años de validez. En 1943, una revisión de la ley modificó el procedimiento y requirió sellos de 2 peniques. Entre 1943 y 1946, se utilizaron existencias de sellos postales y sellos anteriores de la WCO con recargos provisionales. De 1944 a 1956, se lanzó una nueva emisión con idéntico diseño, pero por el valor de 2 peniques y en diversos colores.
El 28 de abril de 1956, la Ley del Seguro Nacional (National Insurance, NI) sustituyó el esquema de la WCO. Esto llevó a la emisión de sellos del Seguro Nacional (en maltés: Sigurtà Nazzjonali), con sobreimpresiones en las existencias de sellos de la WCO para reflejar nuevos valores. Entre 1956 y 1966, se introdujo una serie con diseño similar a los sellos de la WCO, pero con nuevas inscripciones, valores y colores, incorporando una corona sobre el valor. Tras la independencia de Malta, se lanzó un diseño sin la corona. La última serie circuló entre 1966 y 1971, junto con varios recargos provisionales en ambas series. Con la adopción de la libra maltesa en 1972, no se registraron nuevos valores, aunque existen tres sobreimpresiones decimales conocidas. En 1976, se introdujo un nuevo diseño decimal. Los sellos del Seguro Nacional se retiraron en 1978, y desde entonces las contribuciones del Seguro Nacional se pagaron directamente al Departamento de Recaudaciones Internas.

### Timbres de pasaporte

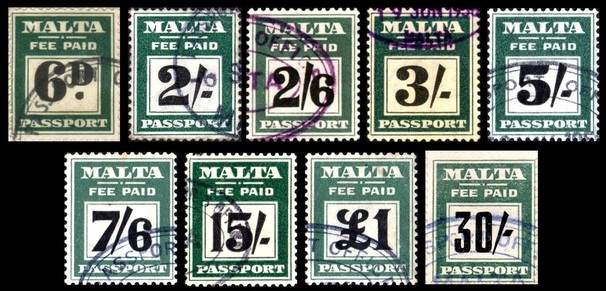
Timbres de pasaporte emitidos entre 1933 y 1962

Los primeros sellos de pasaporte de Malta, emitidos en 1933, llevaban las inscripciones «FEE PAID» y «PASSPORT». El diseño presentaba un color verde intenso con el valor en negro. Esta emisión incluyó reimpresiones y valores adicionales hasta 1967. En 1969, un nuevo diseño con la inscripción «FEE PAID» (Cuota pagada) utilizó diversos colores, manteniendo el valor en negro. Solo se registran cinco valores de esta emisión, aunque posiblemente existieron más. Los sellos de pasaporte dejaron de circular tras la adopción de la lira maltesa en 1972.

### Timbres para pagar impuestos

#### Cigarrillos y alcohol
Malta emplea timbres de impuestos especiales para el impuesto sobre cigarrillos desde al menos la década de 1930. Las primeras emisiones consistían en tiras largas con el escudo de armas británico y las inscripciones «EXCISE DUTY» en inglés y «DAZJU» en maltés. Un diseño más pequeño correspondía a los cigarrillos importados. En la década de 1950, se adoptaron tiras largas con un diseño simple, sin ornamentación. Tras la independencia en 1964, los diseños incorporaron una corona mural y una cruz maltesa.
Entre 1972 y 1973, se introdujeron diseños más pequeños con el escudo de armas posterior a la independencia, denominados en liras maltesas. Este diseño permaneció vigente desde la década de 1970 hasta la de 1990, con modificaciones en los escudos de armas en 1975 y 1988. Hacia 1995, una nueva serie mantuvo un diseño similar, pero cambió las inscripciones a «SISA» en maltés y «EXCISE» en inglés. También se emitieron tipos específicos para cigarrillos importados entre las décadas de 1970 y 1990 o 2000. Alrededor de 2006, se lanzaron sellos con la inscripción «EXCISE DUTY PAID», impresos en lámina de plata con un holograma de seguridad, disponibles en dos diseños. En 2017, se introdujeron sellos similares con la inscripción «MT EXCISE».
Desde 2006, se utilizan sellos de impuestos especiales para el alcohol. Los sellos para bebidas espirituosas, impresos en lámina de plata, presentan diseños similares a los de los cigarrillos y llevan las inscripciones «EXCISE DUTY PAID» o «MT EXCISE». El impuesto especial sobre el vino comenzó en 2015, con una primera emisión que incluía la inscripción «EXCISE TAX STAMP» en lámina de oro. Ese mismo año, se emitieron tiras de papel y etiquetas circulares con la inscripción «MT EXCISE», en uso desde 2017 hasta la fecha.

#### Impuestos al entretenimiento
Desde la década de 1950 hasta la de 1980, las entradas de cine, teatro y fútbol incluían una impresión de impuestos especiales que confirmaba el pago de un impuesto sobre los espectáculos. Entre 1953 y finales de la década de 1960, estas impresiones llevaban la inscripción «EXCISE REVENUE» y una corona en el centro, con un diseño inspirado en los adhesivos de impuestos especiales del Reino Unido. A principios de la década de 1970, un nuevo diseño con la inscripción «INLAND REVENUE» y una corona mural reemplazó al anterior. Tras la conversión de Malta en república en 1974, los diseños incorporaron el nuevo escudo de armas y permanecieron en uso hasta al menos 1985.

#### Tasas de aeropuerto
El 1 de julio de 1975, se lanzó un sello de una lira maltesa con la imagen de la cola de un avión y una Cruz de Malta para pagar la tasa aeroportuaria (en maltés: Ħlas ta' l-Ajruport), una clase de tarifa de mejora aeroportuaria. Este sello reemplazó a una serie de etiquetas de tasa por servicio al pasajero en uso desde la década de 1960 o antes. El 24 de marzo de 1988, se introdujo un sello de 2 liras maltesas con idéntico diseño.